# فيليب هال (رياضياتي)
فيليب هال (بالإنجليزية: Philip Hall )‏ (و. 1904 – 1982 م) هو رياضياتي بريطاني، ولد في هامبستاد (لندن)، كان عضوًا في الجمعية الملكية، توفي في كامبريج، عن عمر يناهز 78 عاماً.

## التعليم
تعلم في مستشفى المسيح ‏، وكلية الملك في كامبريدج.

## جوائز
حصل على جوائز منها:
- ميدالية دو مورغان (1965)
- زميل في الجمعية الملكية
- جائزة بيرويك.